# Język manda
Język manda, także: nyasa, mpoto – język z rodziny bantu, używany w Tanzanii i Malawi. W 1977 roku liczba mówiących wynosiła ok. 58 tys.